# Autoverleih Pistulla
Autoverleih Pistulla ist eine Fernsehserie der ARD. Es werden Geschichten rund um einen Autoverleih und dessen Kunden erzählt. Die Ausstrahlung erfolgte 1974 im Vorabendprogramm des SR.

## Handlung
Familie Pistulla betreibt in Saarbrücken einen Autoverleih. Ihre Kunden mieten sich die Fahrzeuge aus den verschiedensten Gründen. Eine Fahranfängerin beispielsweise möchte ihre Fahrpraxis erweitern und setzt das Fahrzeug in einen Acker oder ein reicher Kunde benötigt einen fahrbaren Untersatz für einen Liebestrip. Manchmal haben die Pistullas auch Polizeibesuch in Gestalt von Kommissar Rossbach, wenn etwa einer ihrer Wagen bei einem Banküberfall eingesetzt wurde oder Drogenschmuggler- und Autoschieberbanden ins Spiel kommen. Mittelpunkt der Serie ist die Kneipe von „Schaschlik-Paul“, wo die aufregenden Ereignisse des Tages besprochen werden.

## Gastdarsteller
- Michael Ande
- Walter Bluhm
- Paula Braend
- Karl Walter Diess
- Pierre Franckh
- Antje Hagen
- Bernd Helfrich
- Marion Kracht
- Heinz-Werner Kraehkamp
- Karl-Heinz Kreienbaum
- Regine Lamster
- Manfred Lehmann
- Hermann Lenschau
- Margot Mahler
- Heinz Meier
- Kristina Nel
- Katja Neureuther
- Else Quecke
- Henner Quest
- Gene Reed
- Rolf Schimpf
- Walter Sedlmayr
- Jochen Senf
- Jasper Vogt
- Hans Waldherr
- Katja Weigmann
- Dieter Wieland

Wie Kurt Schmidtchen, Imo Heite und Michael Ande gehören zahlreiche (Gast-)Darsteller auch zur Besetzung der Familienserie Fußballtrainer Wulff, die gleichsam von Bruno Hampel entwickelt wurde. Zu diesen zählen Antje Hagen, Margot Mahler, Paula Braend, Henner Quest, Jasper Vogt, Bernd Helfrich, Hermann Lenschau, Katja Weigmann, Dieter Wieland, Alexis von Hagemeister, Renate Redetzky und Hermann Günther.

## Hintergrund
Hauptdrehort der Serie war eine Kfz-Werkstatt samt angeschlossener Tankstelle an der Luisenthaler Straße 175 im Saarbrücker Stadtteil Burbach. Das Gelände samt Gebäude ist (nur geringfügig geändert) noch vorhanden.

## Episoden
Die Serie wurde erstmals zwischen dem 4. März und dem 13. Mai 1974 wöchentlich im regionalen ARD-Vorabendprogramm des SR ausgestrahlt.
| Folge | Titel                 |
| ----- | --------------------- |
| 1     | Die Anfängerin        |
| 2     | Ein Blick genügt      |
| 3     | Die Bankräuber        |
| 4     | Hering und Lavendel   |
| 5     | Der ewig blaue Himmel |
| 6     | Hase oder Igel        |
| 7     | Nachtdienst           |
| 8     | Rosis Unschuld        |
| 9     | Der letzte Schrei     |
| 10    | Osterwasser           |
| 11    | Attentat auf Venus    |
| 12    | Die Flaschenpost      |
| 13    | Finderlohn            |

## DVD-Veröffentlichung
Pidax veröffentlichte die Serie in einer Komplettbox am 9. Juni 2015.